# Core Audio
Core Audio es una interfaz de programación de aplicaciones de bajo nivel desarrollada por Apple Inc. para el tratamiento de audio en el sistema operativo Mac OS X.

## Características
- Baja latencia de entrada y salida
- Soporte de audio multicanal para sonido surround y soporte OpenAL.
- Arquitectura de plugins llamada Audio Units para efectos e instrumentos virtuales.
- Conjunto de códecs incluidos así como soporte para la incorporación de nuevos códecs.
- Interfaz para la reproducción, grabación y sincronización de dispositivos de audio.
- Acceso simultáneo para múltiples aplicaciones a todo los dispositivos de audio incorporados al ordenador.